# Vojn Vojnov
Vojn Vojnov (bulharskou cyrilicí Войн Войнов) (* 7. září 1952, Čepinci) je bývalý bulharský fotbalista, záložník. Po skončení aktivní kariéry působil jako trenér.

## Fotbalová kariéra
V bulharské lize hrál za PFK Levski Sofia, se kterým získal tři mistrovské tituly a tři vítězství v bulharském fotbalovém poháru. V Poháru mistrů evropských zemí nastoupil v 7 utkáních a dal 2 góly, v Poháru vítězů pohárů nastoupil v 7 utkáních a v Poháru UEFA nastoupil v 15 utkáních a dal 2 góly. Za bulharskou reprezentaci nastoupil v letech 1973–1979 ve 32 utkáních a dal 1 gól. Byl členem bulharské reprezentace na Mistrovství světa ve fotbale 1974, nastoupil ve všech třech utkáních.

## Ligová bilance
| Ročník                                | Zápasy | Góly | Klub         |
| ------------------------------------- | ------ | ---- | ------------ |
| 1. bulharská fotbalová liga 1971/1972 | 2      | 0    | Levski Sofia |
| 1. bulharská fotbalová liga 1972/1973 | 26     | 1    | Levski Sofia |
| 1. bulharská fotbalová liga 1973/1974 | 29     | 8    | Levski Sofia |
| 1. bulharská fotbalová liga 1974/1975 | 24     | 4    | Levski Sofia |
| 1. bulharská fotbalová liga 1975/1976 | 29     | 4    | Levski Sofia |
| 1. bulharská fotbalová liga 1976/1977 | 30     | 7    | Levski Sofia |
| 1. bulharská fotbalová liga 1977/1978 | 26     | 1    | Levski Sofia |
| 1. bulharská fotbalová liga 1978/1979 | 20     | 4    | Levski Sofia |
| 1. bulharská fotbalová liga 1979/1980 | 18     | 5    | Levski Sofia |
| 1. bulharská fotbalová liga 1980/1981 | 17     | 2    | Levski Sofia |
| CELKEM 1. bulharská fotbalová liga    | 224    | 36   |              |